# SNCF RTG

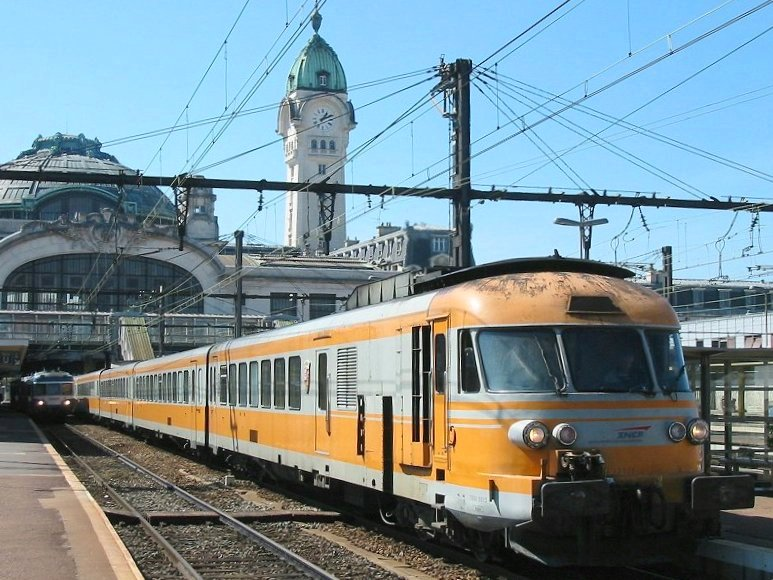
RTG in Limoges, 2003

Die Baureihe RTG (Rame à Turbine à Gaz) der französischen Staatsbahn SNCF war ein fünfteiliger Triebzug, bei dem die beiden Triebköpfe durch eine Gasturbine angetrieben wurden.

## Vorgeschichte

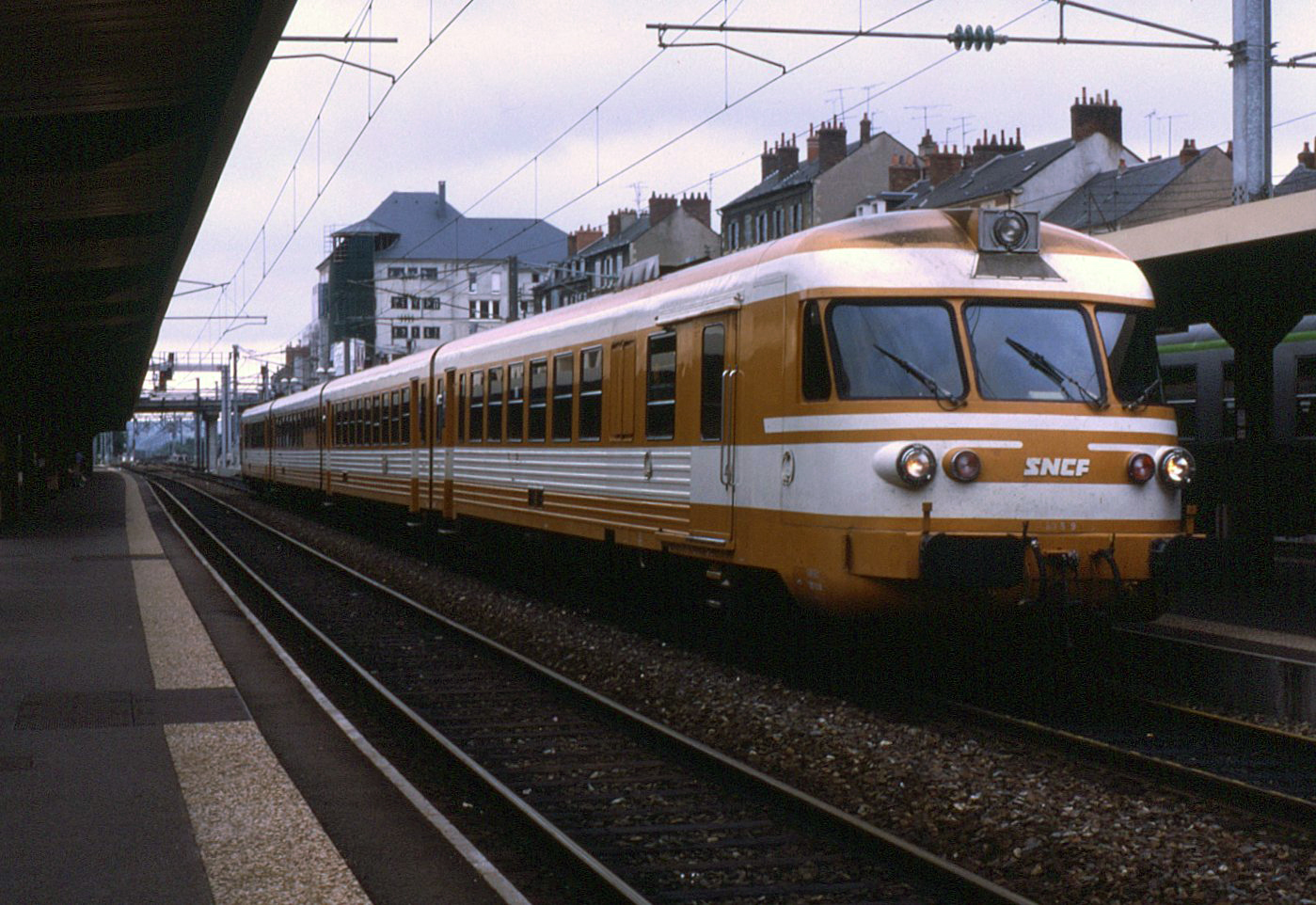
ETG in Nevers, 1989

Mitte der 1960er Jahre erkannte die SNCF die Notwendigkeit, der zunehmenden Konkurrenz durch das Flugzeug den Einsatz schnellerer Züge entgegenzusetzen. Das führte zu dem Beschluss, die Verwendung von Gasturbinen in Triebfahrzeugen zu testen.
Vorgänger des RTG war die Baureihe ETG (Elément à Turbine à Gaz). Diese vierteiligen Triebzüge für die Bahnstrecke Paris-Cherbourg hatten nur in einem Triebkopf eine Gasturbine und ein Hydraulikgetriebe, der andere war mit einem herkömmlichen Dieselmotor und einem mechanischen Achtganggetriebe bestückt. Angefahren wurde mit dem Dieselantrieb, die Gasturbine der 160 km/h schnellen Züge wurde erst ab einer bestimmten Geschwindigkeit zugeschaltet.

## Geschichte und Beschreibung

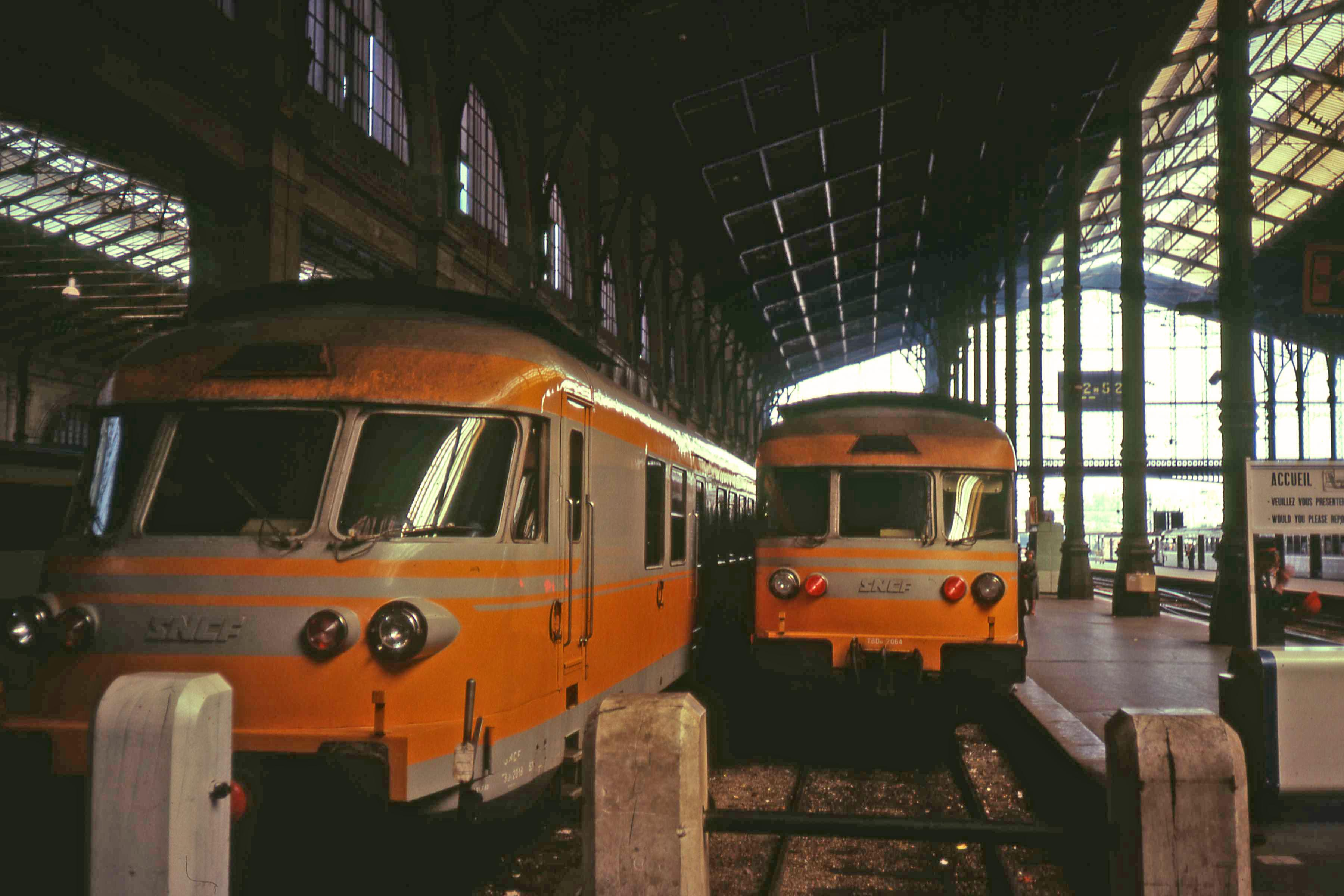
Zwei noch nicht doppeltraktionfähige RTG im Bahnhof Paris-Nord (1981)

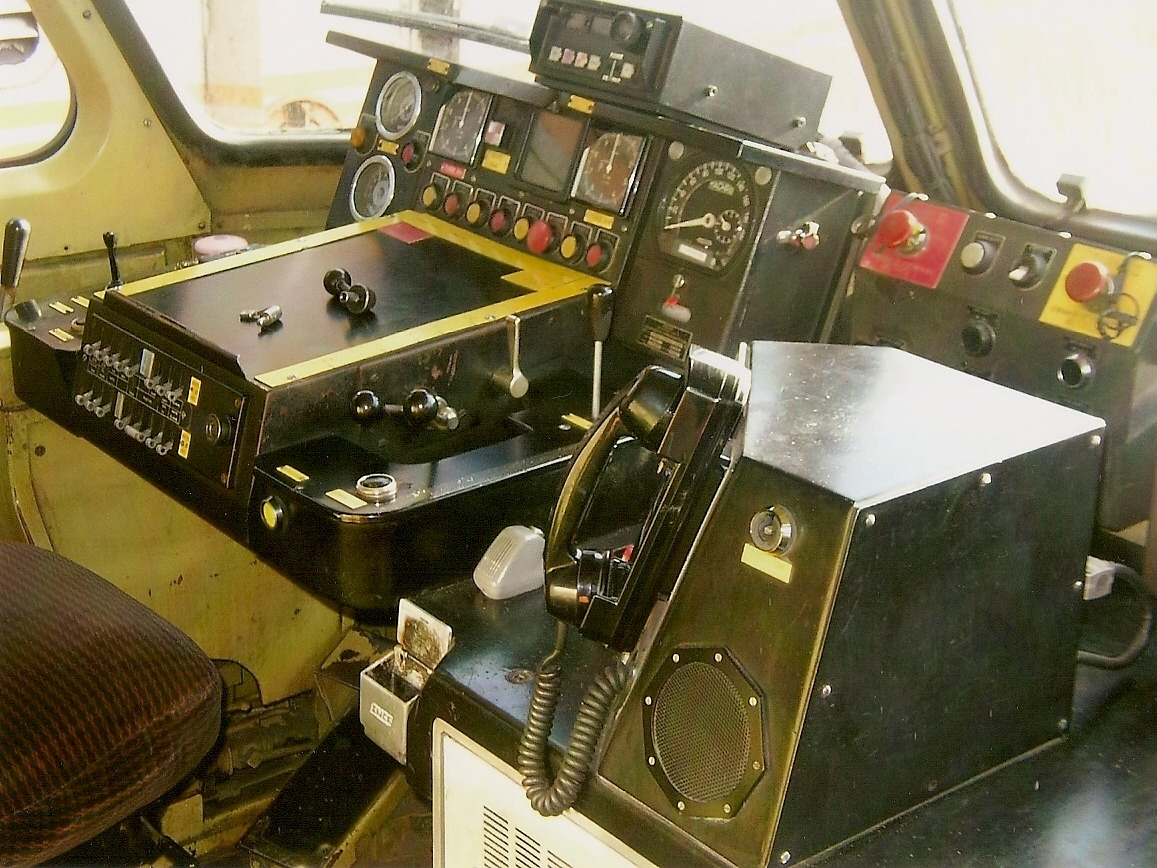
Führerstand eines RTG

Die positiven Erfahrungen mit den 14 ETG führten zur Entwicklung einer Folgebaureihe. Die 41 als „Rame à Turbine à Gaz“ bezeichneten Züge wurden zwischen 1972 und 1976 bei den Ateliers de construction du Nord de la France (ANF) gebaut und verdrängten schließlich ihre Vorgänger von deren Stammstrecke. Das Design des RTG mit der an den Aussichtstriebwagen X 4200 angelehnten Frontgestaltung stammte von Paul Arzens.
Der RTG war fünfteilig mit drei unmotorisierten Zwischenwagen und einem Triebkopf an jedem Ende. Anders als der ETG, von dem die Frontgestaltung der Triebköpfe weitgehend übernommen wurde, erhielt er kein Dreilicht-Spitzensignal für eventuelle Auslandseinsätze. Er war nicht für die Mehrfachtraktion vorgesehen; ab 1975 konnten zwei RTG im Zugverband verkehren, die beiden Triebfahrzeugführer kommunizierten über Telefon und Signallampen miteinander. Erst zwischen 1985 und 1987 wurden die Züge für Doppeltraktion mit nur einem Fahrzeugführer umgebaut.
Die Wagenkästen waren länger als die des ETG und die Seitenwände nicht mehr gesickt. Die Inneneinrichtung entsprach den USI-Reisezugwagen, zudem wurden Klimaanlagen installiert. Der gesamte Triebzug war über Puffer 128.990 mm lang, die Länge des Wagenkastens der Triebköpfe betrug 16.980 mm. Die Triebköpfe erhielten die Betriebsnummern T 2001 bis T 2082, wobei jeweils aufeinanderfolgende Nummern zu einem Triebzug gehörten. Neben der Antriebsanlage, dem geräumigen Führerstand und einem Gepäckabteil hatten sie einen Fahrgastraum mit 48 Sitzplätzen der 2. Wagenklasse.
Jeder Triebkopf war mit einer Gasturbine Turmo III H1 mit 820 kW Leistung für die Traktion und einer zweiten des Typs Astazou IV A (320 kW) für die Hilfsantriebe ausgestattet; Dieselmotoren für den Start des Zugs wurden nicht mehr eingebaut. Für die Kraftübertragung zu den Achsen sorgte ein hydraulisches Getriebe des Typs L 411 BRU von Voith. Die Höchstgeschwindigkeit der Züge lag bei 200 km/h, im Betriebsdienst wurde aber nur mit maximal 160 km/h gefahren. Das Gesamtgewicht eines Triebzugs betrug 225 t, die Triebköpfe waren jeweils 53,8 t schwer. Mit ihrem Tankinhalt von 2 × 3600 l hatten die Züge eine Reichweite von 1200 km. Die insgesamt 41 RTG der SNCF waren von 01 bis 41 durchnummeriert, wobei der Zug 01 die Triebköpfe 2001 und 2002, der Zug 02 die Triebköpfe 2003 und 2004 usw. beinhaltete. Im Laufe der Zeit wurde diese Zuordnung, aus verschiedenen Gründen, zum Teil aufgegeben; so bildeten z. B. im Jahr 2001 die Triebköpfe 2002 und 2049 einen Zug.
Ab Dezember 1972 wurde der zunächst dreiteilige RTG 01 erprobt. Der Prototyp trug bereits die Lackierung orange-metallgrau der späteren Serienfahrzeuge, dazu seitlich an den Triebköpfen neben dem Lüftungsgitter die Aufschrift RTG-01. Er hatte im Juli jenes Jahres die Werkshallen verlassen und legte bis März 1974 115.000 km zurück. Am 22. Januar 1974 erreichte er eine Geschwindigkeit von 252 km/h; im folgenden Mai wurde er den Serienfahrzeugen angeglichen und dem Bahnbetriebswerk Vénissieux zugeteilt. Die zwischen Februar und April 1973 abgelieferten Züge 02 bis 05 kamen zunächst zum Betriebswerk Lyon-Vaise (erst im Juni 1973 war das für ihre Aufnahme bestimmte Betriebswerk Vénissieux entsprechend umgebaut); 1973 wurden mit ihnen Schulungsfahrten für Triebfahrzeugführer der Betriebswerke Lyon-Vaise, Tours, Besançon und Straßburg durchgeführt.
Zum Sommerfahrplan 1973 kamen mit den Garnituren 02 bis 05 die ersten Züge in den kommerziellen Einsatz. Am 3. Juni jenes Jahres verkehrte erstmals ein RGT-Zugpaar zwischen Lyon und Mülhausen und ein zweites zwischen Lyon und Nantes. Nach Abnahme der Züge 06 und 07 kam am 1. Juli ein zweites Zugpaar nach Mülhausen hinzu, das weiter bis Straßburg verkehrte, und bald darauf ein drittes, das aufgrund der teilweisen Eingleisigkeit der Strecke statt über Lons-le-Saunier über Dijon geführt wurde. Der Fahrzeitgewinn in beiden Relationen betrug 30 Minuten gegenüber den bislang eingesetzten RGP 1 und sogar zwei Stunden gegenüber lokbespannten Zügen. Ab dem 30. September stand der Triebzug 08 zur Verfügung, zum Winterfahrplan 1973/74 konnte der RTG-Verkehr von Lyon aus vor allem in Richtung Elsass verdichtet werden.
Die Züge 09 und 10 wurden ab Werk direkt in die USA geliefert und tauchen im Bestand der SNCF daher nicht auf (siehe Abschnitt Turboliner). Bis zum 16. Dezember 1973 waren die Einheiten 11 bis 16 ausgeliefert; sie wurden hauptsächlich auf der Relation Lyon–Tours-Nantes eingesetzt. Mit der Verfügbarkeit des an die Serie angepassten Prototypen 01 konnten am 26. Mai 1974 zwei Zugpaare zwischen Lyon und Bordeaux über Montluçon angeboten werden. Die im November bzw. Dezember 1974 ausgelieferten Züge 19 und 20 kamen zwischen Bordeaux und Toulouse zum Einsatz.

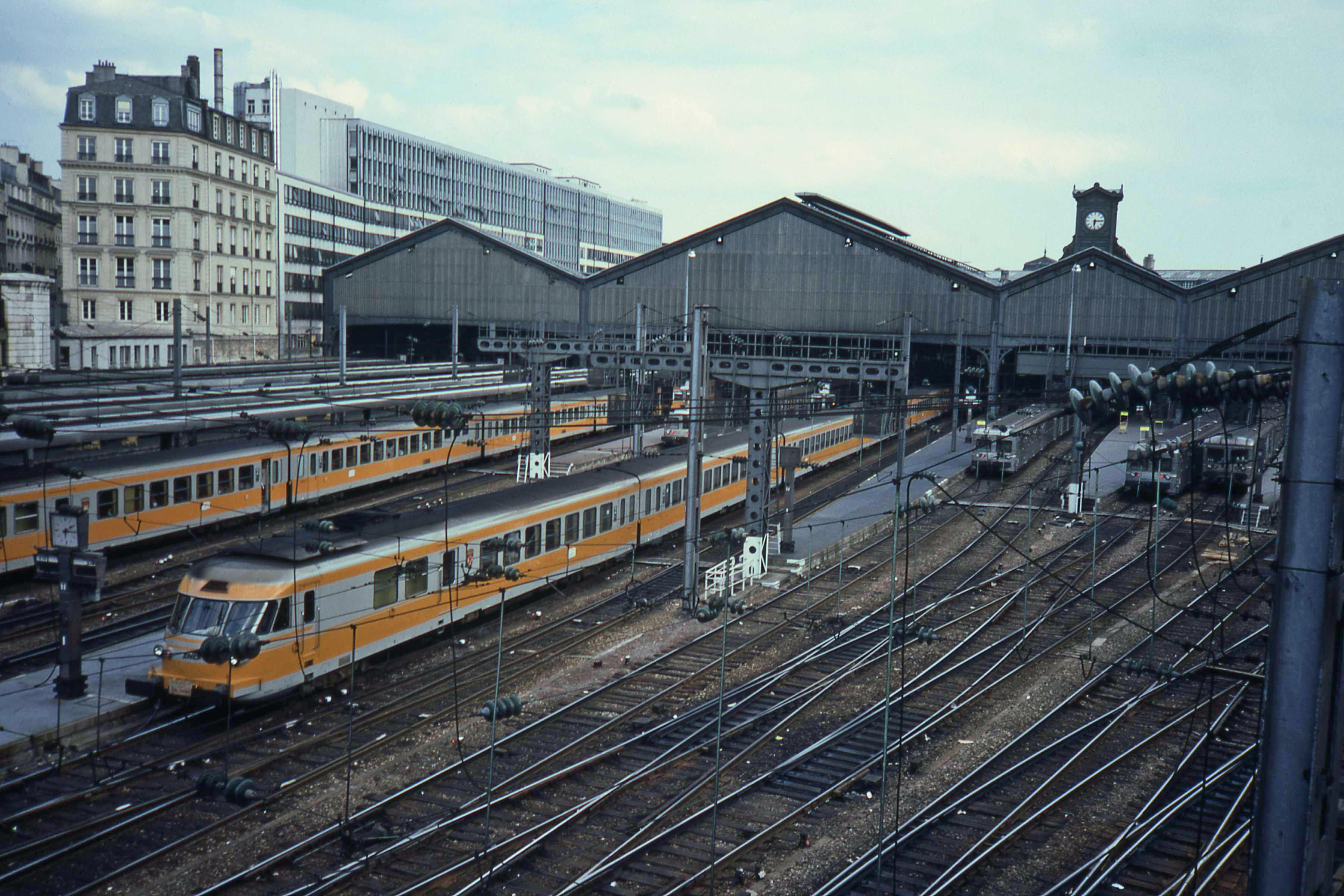
RTG im Bahnhof Paris-Saint-Lazare (1984)

Dem Betriebswerk Caen in der Normandie wurden die ab Februar 1975 abgelieferten RTG zugeteilt, um zwischen Paris-Saint-Lazare, Caen, Cherbourg und Deauville die ETG zu ersetzen, deren Kapazität (188 Sitzplätze) nicht mehr genügte. Durch eine Veränderung des Barwagens wiesen sie gegenüber den bisherigen RTG mit 289 Sitzplätzen 20 zusätzliche Plätze auf. Ende jenes Jahres waren in Caen 14 RTG stationiert; vorgesehen war, die 14 freigewordenen ETG in der Region Rhône-Alpes in Doppeltraktion mit RTG-Triebzügen einzusetzen, was aber nicht verwirklicht wurde. Nach der Ablieferung der Züge 36 bis 39 wurde zum Winterfahrplan 1976/77 der Verkehr zwischen Paris-Nord und Calais aufgenommen. Zwischen dem Nord- und dem Westnetz verkehrten die ebenfalls in Caen stationierten Züge bei Bedarf leer über die Pariser Petite Ceinture. Bei den Zügen 40 und 41 wurde die Inneneinrichtung nochmals geändert, so wurden neun weitere Sitzplätze geschaffen. Sie wurden im Sommer 1974 erst in Vénissieux stationiert, im September 1977 dann nach Caen umbeheimatet. Im Winterfahrplan 1977 liefen RTG auf der Achse Caen–Le Mans–Tours, 1978 dann auch zwischen Nantes und Le Mans.
Die Folgen der Ölpreiskrisen von 1973 und 1979 machten den Betrieb der RTG kostspielig, der vorgesehene Einsatz auf der Relation Paris–Basel wurde nicht realisiert. Zudem wirkte sich die mangelnde Doppeltraktionsfähigkeit negativ aus. Aufgrund nicht ausreichender Kapazität wurden die Züge zwischen Lyon und Nantes 1977 durch von 160 km/h schnellen Diesellokomotiven der Baureihe CC 72000 gezogene Inox-DEV- und später Corail-Wagengarnituren ersetzt. Auch wurden ab den späten 1970er Jahren zunehmend Hauptbahnen elektrifiziert, auf den Relationen Bordeaux–Toulouse, Lyon–Grenoble und Lyon–Chambéry verkehrten die RTG daher nur kurzzeitig.

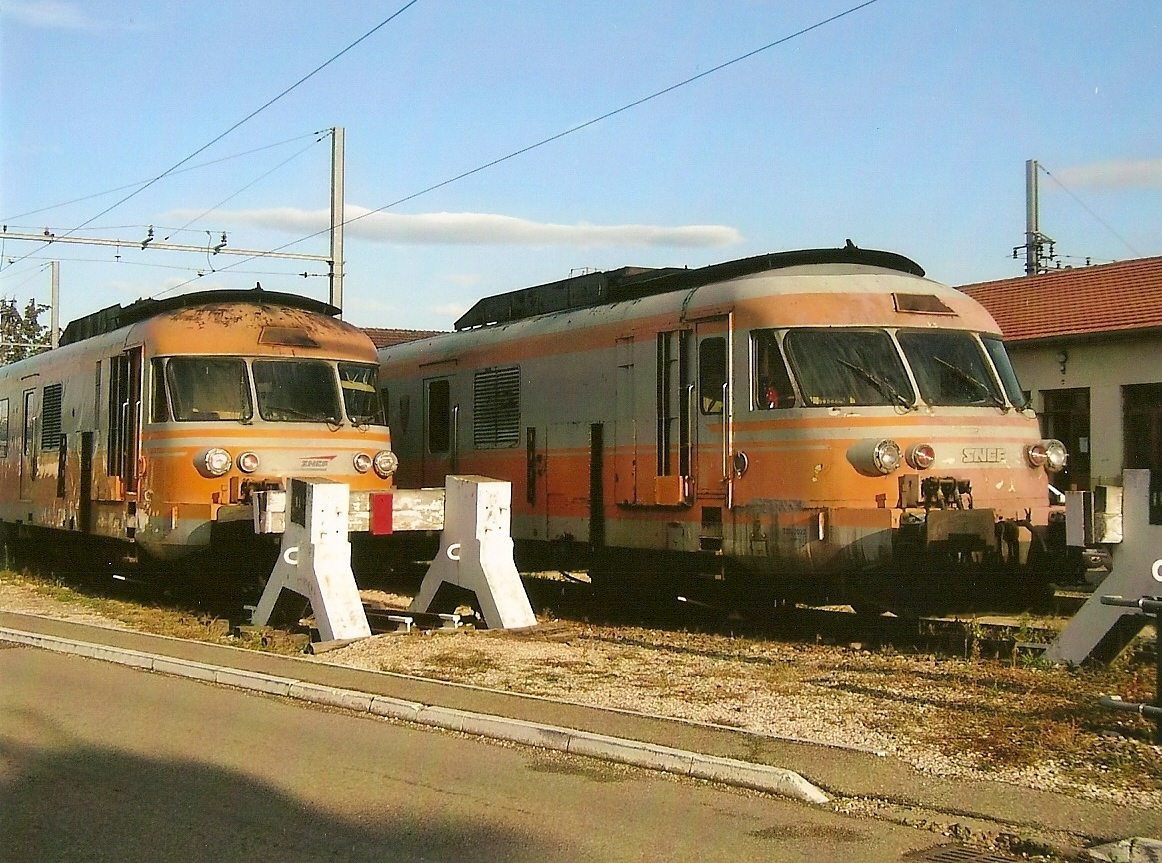
Zwei in Vénissieux abgestellte Triebköpfe, rechts gut sichtbar die Kupplung für die Doppeltraktion

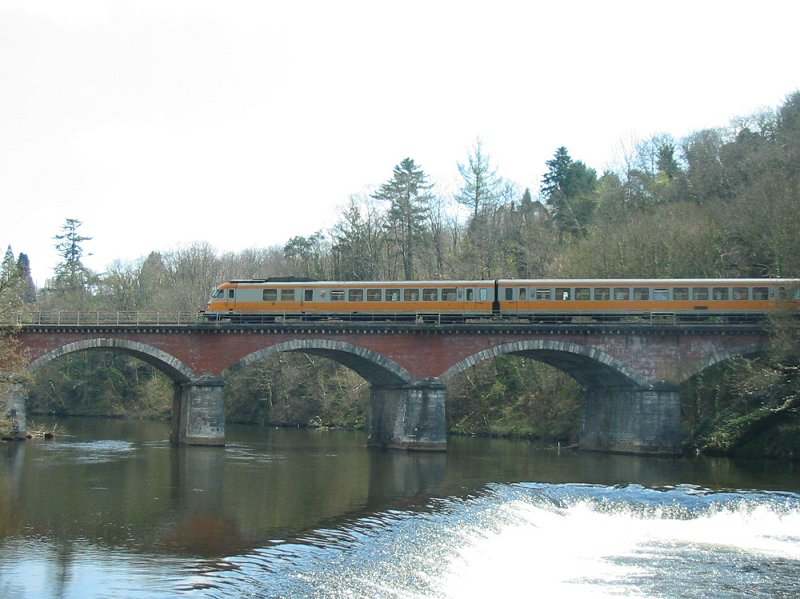
RTG auf der Brücke der Bahnstrecke Limoges–Périgueux über die Vienne bei Limoges (2004)

Zwischen 1978 und 1981 verstärkte das Bahnbetriebswerk Caen einige RTG durch einen weiteren Mittelwagen. Diese Wagen wurden jeweils Zügen entnommen, die wegen Unterhaltung der Triebköpfe vorübergehend nicht im Einsatz waren. Die Sechs-Wagen-Züge waren für Freitag und Sonntag abends sowie Montag vormittags für die Relation Paris-Caen bestimmt, aus Umlaufgründen liefen sie auch zwischen Caen und Tours. Wegen der Gewichtszunahme wirkte sich diese Maßnahme aber ungünstig auf die Fahrzeiten aus, und das Stärken und Schwächen der Züge um einen Wagen – zumal für eine trotzdem nur unzureichende Erweiterung der Kapazität – erwies sich als sehr aufwendig. Vom 29. März 1981 an verkehrten zwei RTG zwischen den Bahnhöfen Paris-Nord und Boulogne-Aéroglisseurs, wo sie zehn Jahre lang Anschlüsse zu den Luftkissenfahrzeugen von und nach Dover herstellten. In den 1980er Jahren existierte bis 1990 auch ein Zugpaar von Paris-Nord nach Laon, das montags weiter bis Hirson verkehrte. Von 1982 bis 1985 kam ein Zugpaar zwischen Bordeaux und La Rochelle hinzu, 1984 endete der Verkehr nach Calais. In Vénissieux stationierte RTG wurden ab Sommer 1981 auch im Regionalverkehr eingesetzt. Bis 1986 liefen sie so von Lyon nach Annecy und Grenoble, auf letztgenannter Relation sogar noch nach der Elektrifizierung der Strecke.
Ende der 1970er Jahre wurden modernere Gasturbinen des Typs Turmo XII mit 1200 kW Leistung erprobt und ab 1981 in die Triebköpfe mit geraden Betriebsnummern eingebaut. Aufgrund der erhöhten Leistung wurden die Turmo III H1 der Triebköpfe des anderen Zugendes nur noch bei Bedarf zugeschaltet. 1986 wurden die RTG für die Doppeltraktion ertüchtigt und die Züge 1–19 erhielten ein Barabteil mit 24 Plätzen. Ende der 1980er Jahre wiesen die Züge je nach Ausführung 280 (Nr. 01–18), 289 (Nr. 21–39) oder 300 (Nr. 19, 20, 40 und 41) Sitzplätze auf, darunter zwischen 60 und 89 in der 1. Klasse. In jener Zeit wurde die metallgraue Farbe durch Mattgrau ersetzt.
Ab 1992 wurden an den Zügen keine Hauptuntersuchungen mehr durchgeführt, 1993 wurden die ersten RTG abgestellt. Ab dem 24. September 1994 ersetzten nach 22 Jahren auf der mittlerweile elektrifizierten Strecke Lyon–Straßburg über Saint-Amour von Elektrolokomotiven der Baureihe BB 25200 bewegte Corail-Wendezüge die RTG, auch zwischen Caen und Tours wurden sie an jenem Tag abgezogen. Hinzu kam stattdessen eine neue Verbindung von Clermont-Ferrand über Nevers und Dijon nach Besançon. Die Elektrifizierung der Strecke Paris–Caen–Cherbourg im Jahr darauf führte zur Abstellung der Mehrzahl der Züge. Lediglich die zwölf Triebzüge des Bahnbetriebswerks Vénissieux blieben vorerst im Einsatz. Ab 1999 liefen die RTG nur noch zwischen Lyon bzw. Périgueux und Bordeaux.
Im Juni 1997 wurde aus den mit Turmo-XII-Gasturbinen ausgerüsteten Triebköpfen 2003 und 2013 sowie einem dazwischengekuppelten Barwagen ein Zug zusammengestellt, mit dem die möglichen Höchstgeschwindigkeiten auf der im Ausbau befindlichen Achse Paris–Granville ermittelt wurden. Am 10. Februar 2001 ersetzte aufgrund eines Bombenalarms eine Doppeltraktion RGT einen TGV zwischen Lyon und Bourg-Saint-Maurice. Im Juni 2001 wurden sämtliche RGT wegen Asbestverdachts im Führerstand und Turbinenraum vorübergehend aus dem Verkehr gezogen.

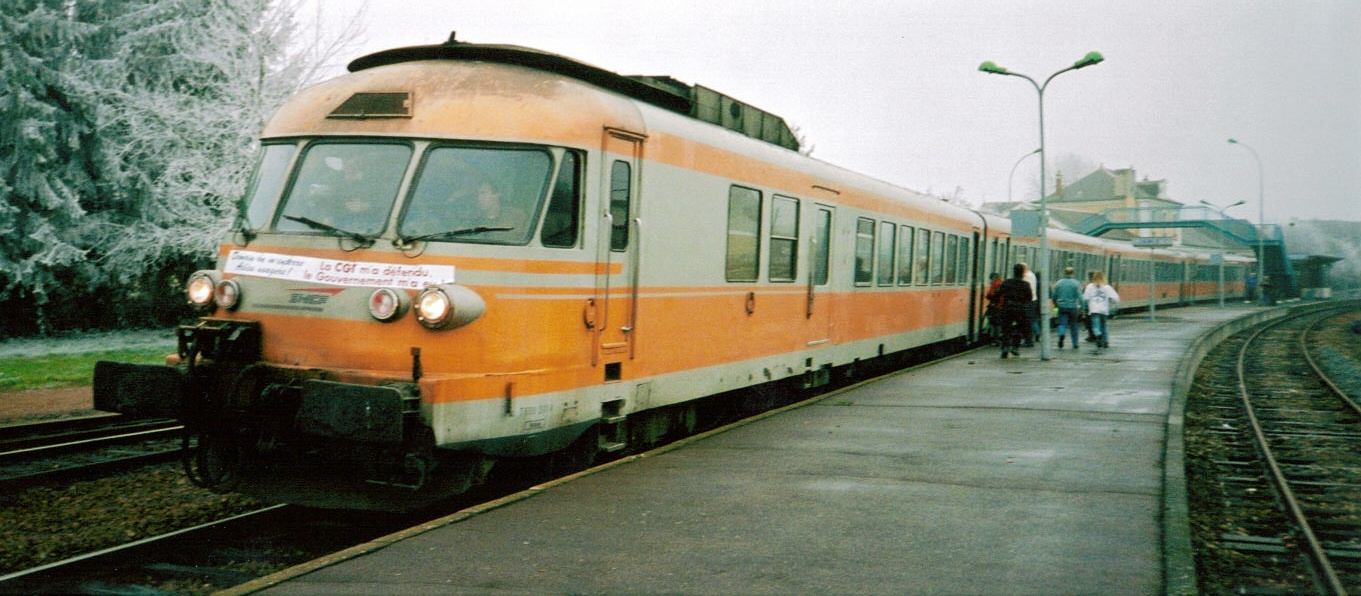
Letzter Einsatz eines RTG am 11. Dezember 2004

Zehn Züge sollten 2001 einer umfassenden Revision unterzogen werden, wobei fünf für die Relation Lyon-Clermont-Ferrand, vier für Lyon-Bordeaux und einer als Reserve vorgesehen waren. Im Sommer jenes Jahres wurde deren Zahl jedoch auf sechs Einheiten reduziert, die bis Dezember u. a. mit dem Zugbeeinflussungssystem KVB ausgestattet wurden.
Im Jahr 2004 wäre die Revision der Turmo-XII-Turbinen fällig gewesen. Erwogen wurde deren Ersatz durch Gasturbinen des Typs Makila 1F4, wozu es aber nicht kam. Im Oktober wurden zwei der verbliebenen sechs Züge abgestellt. Anfang Dezember unternahm der Zug mit den beflaggten Triebköpfen 2013 und 2014 eine Abschiedsfahrt, die ihn von Lyon-Part-Dieu über Culoz und Chambéry nach Grenoble führte. Dieser Triebzug führte am 11. Dezember 2004 die letzte kommerzielle Fahrt eines RTG in Frankreich (Zug 4480/1 von Lyon nach Bordeaux) durch.

## Verbleib
Fünf der letzten sechs RTG wurden nach deren Abstellung für 50.000 Euro pro Stück in den Iran verkauft, der bereits 1975 vier weitgehend baugleiche Triebzüge erworben hatte und diese 2008 zu Dieseltriebzügen umbaute. Zwischen Juni und September 2005 wurden sie, in Güterzüge eingereiht, auf dem Landweg über Genf, Wien, Bukarest, Istanbul und Ankara dorthin gebracht. Vermutlich wurden sie von der Eisenbahngesellschaft der Islamischen Republik Iran nur noch als Ersatzteilspender verwendet.
Die betriebsfähige Triebkopf 2057 befindet sich heute im Eisenbahnmuseum Cité du Train in Mulhouse.

## Versuchsträger Axis
In den 1990er Jahren suchte der Schienenfahrzeughersteller Bombardier ein geeignetes Fahrzeug zur Erprobung der gleisbogenabhängigen Wagenkastensteuerung, mit der die zukünftigen Z3-Triebwagen der SNCF und die Acela-Züge für Amtrak ausgestattet werden sollten. Die Wahl fiel auf die seit Jahren in Caen abgestellten RTG-Triebköpfe T 2077 und T 2081. Im Dezember 1997 wurden sie in ihr Herstellerwerk nach Crespin überführt, wo sie überholt und entsprechend umgebaut wurden. Die Y-223- und Y-224-Drehgestelle wurden durch Hochgeschwindigkeits-Neigetechnik-Drehgestelle ersetzt. Ein Triebkopf nahm die Laborausrüstung auf, der andere diente als Konferenzraum. Bei einer Leistung von 2200 kW und einem Gewicht von nur 130 t war der so entstandene Doppeltriebwagen theoretisch 270 km/h schnell, selbstfahrend überschritt er aber nicht den Wert von 220 km/h. Er erhielt eine neue Lackierung in den Farben Dunkelblau (Front und Dach), Anthrazitgrau (im Bereich der Frontscheiben), Mittel- und Hellgrau (Seitenflächen); die dunkelblauen und mittelgrauen Flächen wurden durch ein schmales rotes Band getrennt.
Nach einigen Testfahrten wurde das Fahrzeug am 26. Juni 1998 der Presse vorgestellt. Anschließend wurde es auf Strecken im Zentralmassiv und in den Alpen ausgiebig erprobt. Die Resultate waren zufriedenstellend; Geschwindigkeiten von bis zu 50 km/h über der zulässigen Streckenhöchstgeschwindigkeit wurden erreicht, Kurvenüberhöhungen von bis zu 290 mm simuliert. Im Frühjahr 1999 erreichte der Zug, um die Zulassung der Drehgestelle für 300 km/h zu erhalten, im Schlepp eines TGV Réseau 325 km/h. Mit einem im Sommer jenes Jahres angebrachten Einholmstromabnehmer wurde die Stromabnahme beim Neigeprozess überprüft.
Am 22. März 2000 wurde der Zug nochmals der Presse präsentiert. Nach seiner Rückkehr nach Crespin wurden die Gasturbinen ausgebaut. Das Konzept der aktiven gleisbogenabhängigen Wagenkastensteuerung wurde in Frankreich nicht weiter verfolgt.

## Turboliner

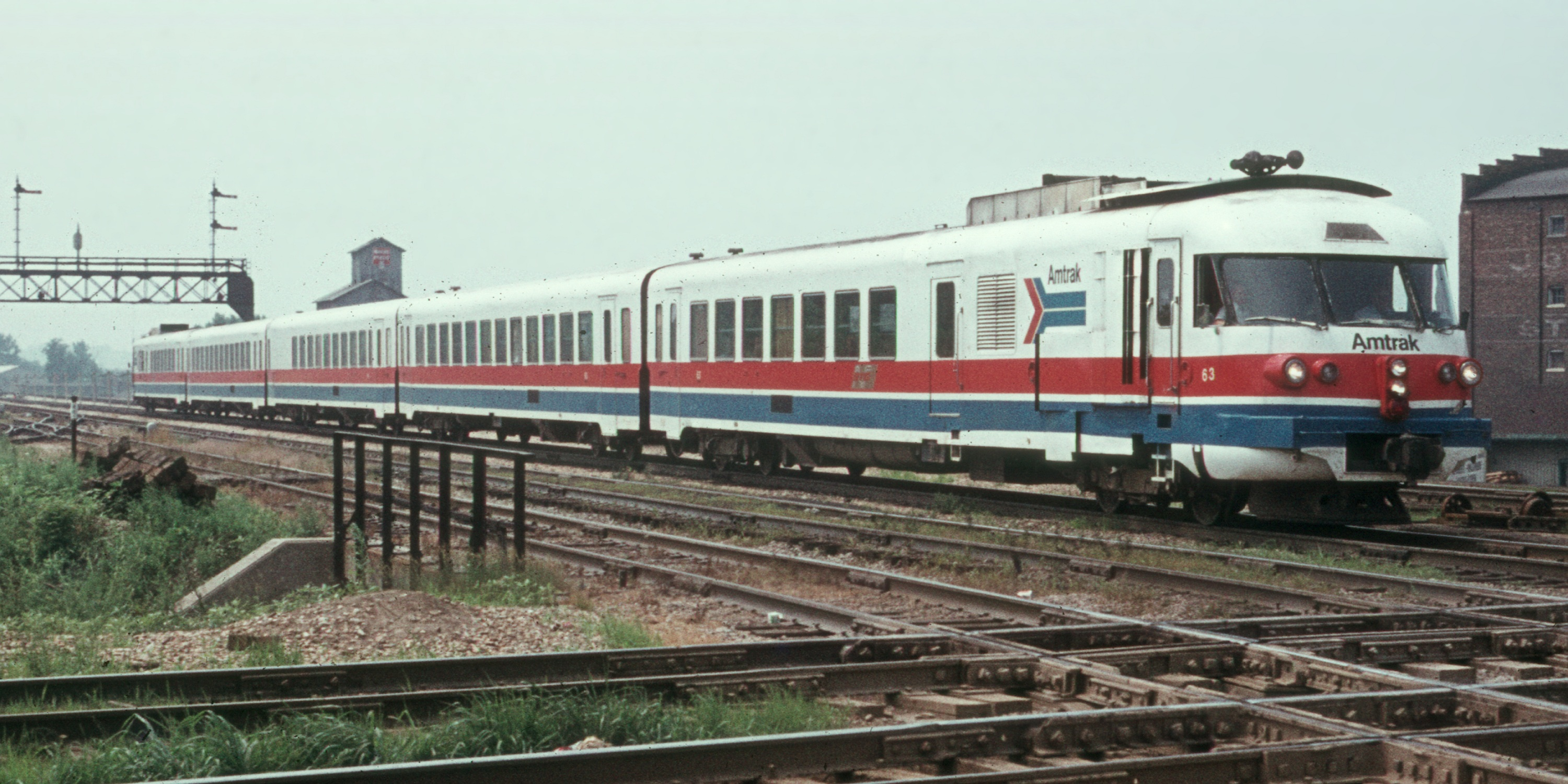
RTG-Turboliner bei der Ankunft im Bahnhof Joliet (1975)

Der neunte und zehnte RTG wurden gleich nach dem Bau im August 1973 an Amtrak vermietet und in die USA gebracht. Die dort als Turboliner bezeichneten Züge wurden ab dem folgenden Monat zwischen Chicago und Saint Louis eingesetzt und nach erwiesener Zuverlässigkeit schließlich käuflich erworben. Zudem wurden weitere vier RTG angeschafft, die ab 1975 auf den Relationen Chicago–Milwaukee und Chicago–Detroit liefen.
Eine weitere Bestellung von 14 Triebzügen für den schnellen Verkehr zwischen New York und Boston auf dem Northeast Corridor wurde vom United States Department of Transportation nicht gestattet. 1981 wurden die RTG aus Kostengründen abgestellt, 1988 aber drei umgebaute Einheiten für den Betrieb auf dem Empire Corridor (New York City–Niagara Falls) reaktiviert. Die Triebköpfe dieser als RTG-II bezeichneten Züge wurden dem Frontdesign der in den USA gebauten RTL-Gasturbinenzüge angepasst. Nach dem Brand eines RTG-II im unterirdischen New Yorker Bahnhof Pennsylvania Station am 11. September 1994 wurden diese Züge aus dem Verkehr gezogen.

## Sonstiges
Parallel zum RTG entstand 1972 für die geplante Hochgeschwindigkeitsstrecke – ebenfalls als Gasturbinenzug – bei Alsthom der Prototyp TGV 001. Da spätestens 1974 aber eine befriedigende Lösung bezüglich der Stromabnahme aus der Oberleitung bei hohen Geschwindigkeiten gefunden wurde, verfolgte man für den TGV das Konzept des Gasturbinenantriebs nicht weiter.